# Keep Yourself Alive
„Keep Yourself Alive“ je píseň britské rockové skupiny Queen, jejímž autorem je kytarista Brian May. Pochází z první desky kapely nazvané Queen, která vyšla v roce 1973. Zároveň jde o vůbec první singl kapely (na straně B byla píseň „Son and Daughter“). Ten vyšel týden před albem samotným. Na americkém trhu se singl objevil až v říjnu toho roku.
Časopis Rolling Stone zařadil píseň na 31. příčku žebříčku 100 nejlepších kytarových písní všech dob.